# HorsegiirL
HorsegiirL est une DJ allemande en activité depuis 2022 au sein du collectif Live From Earth. Elle cache son identité derrière un masque de cheval. Elle écrit des musique dont le style peut être définie comme Happy hardcore, hardstyle ou encore gabber.

## Anonymat et univers
En amont de l'écriture d'un article de Vogue en 2023, Daniel Rodgers, le journaliste, a dû signer un accord de non-divulgation l'empêchant de poser des questions sérieuses sur sa provenance et sa "composition biologique distincte". Elle ne sort jamais de son personnage, soit celui d'un cheval qui faisait de la musique a des shows de country avant d'adopter des scènes plus "humaines".
1. 1 2  Flavio Sillitti, « Mais qui est horsegiirL, la fille-cheval qui a marqué le défilé Ottolinger de la Paris Fashion Week ? », sur konbini.com, 2024 (consulté en août 2025)
2. ↑  (en) Ben Jolley, « horsegiirL is more than just a one-trick pony », sur i-d.co, 2023 (consulté en août 2025)
3. 1 2  (en) Daniel Rodgers, « From Barnyard To Berghain: Fashion’s Next Big Thing Is A Horse Turned DJ », sur vogue.co.uk, 2023 (consulté en août 2025)